# Vladimir Brejnev
Pour les articles homonymes, voir Brejnev (homonymie).
Vladimir Anatolievitch Brejnev — en russe : Владимир Анатольевич Брежнев — (né le 5 mars 1935 à Moscou en URSS — mort le 20 mars 1996) était un joueur professionnel de hockey sur glace soviétique.

## Carrière de joueur
En 1955, il débute avec le CSKA Moscou en championnat d'URSS. Il met un terme à sa carrière en 1970. Il termine avec un bilan de 350 matchs et 45 buts en élite.

## Carrière internationale
Il a représenté l'URSS à 57 reprises (17 buts) sur une période de huit ans de 1960 à 1967. Il a participé à trois éditions des championnats du monde pour un bilan de deux médailles d'or, et une de bronze.

## Statistiques
Pour les significations des abréviations, voir Statistiques du hockey sur glace.

### En équipe nationale
| Année | Équipe | Compétition |   | PJ | B | A | Pts | Pun                |  | Résultats |
| 1961  | URSS   | CM          | 1 | 0  | 0 | 0 | 4   | Médaille de bronze |  |           |
| 1965  | URSS   | CM          | 7 | 0  | 0 | 2 | 4   | Médaille d'or      |  |           |
| 1966  | URSS   | CM          | 7 | 4  | 2 | 6 | 7   | Médaille d'or      |  |           |